# Belgium az 1976. évi nyári olimpiai játékokon
Belgium a kanadai Montréalban megrendezett 1976. évi nyári olimpiai játékok egyik részt vevő nemzete volt. Az országot az olimpián 16 sportágban 101 sportoló képviselte, akik összesen 6 érmet szereztek.

## Érmesek
| Érem  | Versenyző                                                            | Sportág      | Versenyszám           |
| ----- | -------------------------------------------------------------------- | ------------ | --------------------- |
| Ezüst | Ivo Van Damme                                                        | Atlétika     | Férfi 800 m           |
| Ezüst | Ivo Van Damme                                                        | Atlétika     | Férfi 1500 m          |
| Ezüst | Michel Vaarten                                                       | Kerékpározás | Férfi egyéni időfutam |
| Bronz | Karel Lismont                                                        | Atlétika     | Férfi maraton         |
| Bronz | François Mathy                                                       | Lovaglás     | Egyéni díjugratás     |
| Bronz | Edgar Henri Cuepper François Mathy Stanny Van Paesschen Eric Wauters | Lovaglás     | Csapat díjugratás     |

## Atlétika
Férfi
| Versenyző              | Versenyszám     | Előfutam      | Előfutam      | Előfutam      | Negyeddöntő | Negyeddöntő | Negyeddöntő | Elődöntő | Elődöntő | Elődöntő | Döntő         | Döntő         |
| Versenyző              | Versenyszám     | Idő           | Hely.         | Össz.         | Idő         | Hely.       | Össz.       | Idő      | Hely.    | Össz.    | Idő           | Helyezés      |
| ---------------------- | --------------- | ------------- | ------------- | ------------- | ----------- | ----------- | ----------- | -------- | -------- | -------- | ------------- | ------------- |
| Lambert Micha          | 100 m           | 10,69         | 4.            | 30.           | kiesett     | kiesett     | kiesett     | kiesett  | kiesett  | kiesett  | kiesett       | kiesett       |
| Lambert Micha          | 200 m           | 21,25         | 2.            | 9.            | 21,09       | 4.          | 17.*        | 21,46    | 7.       | 15.      | kiesett       | kiesett       |
| Fons Brijdenbach       | 400 m           | 46,73         | 1.            | 10.           | 46,56       | 2.          | 17.*        | 45,28    | 2.       | 5.       | 45,04         | 4.            |
| Ivo Van Damme          | 800 m           | 1:47,80       | 1.            | 14.           |             |             |             | 1:46,00  | 2.       | 2.       | 1:43,86       |               |
| Ivo Van Damme          | 1500 m          | 3:39,93       | 2.            | 15.           |             |             |             | 3:38,75  | 3.       | 3.       | 3:39,27       |               |
| Herman Mignon          | 1500 m          | 3:38,32       | 4.            | 8.            |             |             |             | 3:40,92  | 7.       | 13.      | kiesett       | kiesett       |
| Marc Nevens            | 1500 m          | 3:44,18       | 1.            | 25.           |             |             |             | 3:41,52  | 8.       | 15.      | kiesett       | kiesett       |
| Willy Polleunis        | 5000 m          | 13:45,24      | 1.            | 23.           |             |             |             |          |          |          | 13:26,99      | 6.            |
| Emiel Puttemans        | 5000 m          | nem ért célba | nem ért célba | nem ért célba |             |             |             |          |          |          | kiesett       | kiesett       |
| Emiel Puttemans        | 10 000 m        | 28:15,52      | 4.            | 7.            |             |             |             |          |          |          | nem ért célba | nem ért célba |
| Marc Smet              | 10 000 m        | 28:22,07      | 1.            | 13.           |             |             |             |          |          |          | 28:02,80      | 7.            |
| Marc Smet              | 5000 m          | 13:23,76      | 8.            | 8.            |             |             |             |          |          |          | kiesett       | kiesett       |
| Karel Lismont          | 10 000 m        | 28:17,45      | 7.            | 11.           |             |             |             |          |          |          | 28:26,48      | 11.           |
| Karel Lismont          | Maraton         |               |               |               |             |             |             |          |          |          | 2:11:12       |               |
| Henri Schoofs          | Maraton         |               |               |               |             |             |             |          |          |          | 2:15:52       | 10.           |
| Paul Thijs             | 3000 m akadály  | 8:31,55       | 7.            | 13.           |             |             |             |          |          |          | kiesett       | kiesett       |
| Godfried De Jonckheere | 20 km gyaloglás |               |               |               |             |             |             |          |          |          | 1:35:03       | 25.           |

| Versenyző         | Versenyszám   | Selejtező | Selejtező | Döntő    | Döntő    |
| Versenyző         | Versenyszám   | Eredmény  | Helyezés  | Eredmény | Helyezés |
| ----------------- | ------------- | --------- | --------- | -------- | -------- |
| Guy Moreau        | Magasugrás    | 213 cm    | 16.       | kiesett  | kiesett  |
| Ronald Desruelles | Távolugrás    | 760 cm    | 17.       | kiesett  | kiesett  |
| Jos Schroeder     | Súlylökés     | 18,33 m   | 18.       | kiesett  | kiesett  |
| Jos Schroeder     | Diszkoszvetés | 54,80 m   | 26.       | kiesett  | kiesett  |

| Versenyző        | Versenyszám | 100 m | 100 m | Távolugrás | Távolugrás | Súlylökés | Súlylökés | Magasugrás | Magasugrás | 400 m | 400 m | 110 m gát | 110 m gát | Diszkoszvetés | Diszkoszvetés | Rúdugrás         | Rúdugrás         | Gerelyhajítás | Gerelyhajítás | 1500 m        | 1500 m        | Végeredmény   | Végeredmény   |
| Versenyző        | Versenyszám | Idő   | Pont  | Eredmény   | Pont       | Eredmény  | Pont      | Eredmény   | Pont       | Idő   | Pont  | Idő       | Pont      | Eredmény      | Pont          | Eredmény         | Pont             | Eredmény      | Pont          | Idő           | Pont          | Pont          | Helyezés      |
| ---------------- | ----------- | ----- | ----- | ---------- | ---------- | --------- | --------- | ---------- | ---------- | ----- | ----- | --------- | --------- | ------------- | ------------- | ---------------- | ---------------- | ------------- | ------------- | ------------- | ------------- | ------------- | ------------- |
| Régis Ghesquière | Tízpróba    | 11,59 | 734   | 699 cm     | 811        | 14,15 m   | 738       | 191 cm     | 723        | 50,32 | 800   | 15,69     | 768       | 40,64 m       | 678           | nem állt rajthoz | nem állt rajthoz | nem ért célba | nem ért célba | nem ért célba | nem ért célba | nem ért célba | nem ért célba |
| Roger Lespagnard | Tízpróba    | 11,21 | 814   | 693 cm     | 797        | 13,24 m   | 682       | 194 cm     | 749        | 48,99 | 862   | 15,67     | 770       | 38,64 m       | 637           | 420 cm           | 673              | 46,40 m       | 536           | 4:36,67       | 701           | 7221          | 19.           |

Női
| Versenyző                                                | Versenyszám     | Előfutam         | Előfutam         | Előfutam         | Negyeddöntő | Negyeddöntő | Negyeddöntő | Elődöntő | Elődöntő | Elődöntő | Döntő   | Döntő    |
| Versenyző                                                | Versenyszám     | Idő              | Hely.            | Össz.            | Idő         | Hely.       | Össz.       | Idő      | Hely.    | Össz.    | Idő     | Helyezés |
| -------------------------------------------------------- | --------------- | ---------------- | ---------------- | ---------------- | ----------- | ----------- | ----------- | -------- | -------- | -------- | ------- | -------- |
| Lea Alaerts                                              | 100 m           | 11,63            | 5.               | 26.              | 11,71       | 7.          | 25.         | kiesett  | kiesett  | kiesett  | kiesett | kiesett  |
| Lea Alaerts                                              | 200 m           | 23,53            | 5.               | 19.              | 23,80       | 6.          | 22.         | kiesett  | kiesett  | kiesett  | kiesett | kiesett  |
| Regina Berg                                              | 400 m           | 53,66            | 4.               | 28.              | 53,14       | 7.          | 23.         | kiesett  | kiesett  | kiesett  | kiesett | kiesett  |
| Rosine Wallez                                            | 400 m           | 52,94            | 5.               | 20.              | 53,04       | 6.          | 22.         | kiesett  | kiesett  | kiesett  | kiesett | kiesett  |
| Rita Thijs                                               | 800 m           | 2:04,39          | 4.               | 25.              |             |             |             | kiesett  | kiesett  | kiesett  | kiesett | kiesett  |
| Anne-Marie Van Nuffel                                    | 800 m           | 2:04,09          | 5.               | 24.              |             |             |             | kiesett  | kiesett  | kiesett  | kiesett | kiesett  |
| Sonia Castelein                                          | 1500 m          | 4:12,95          | 4.               | 23.              |             |             |             | 4:13,46  | 9.       | 18.      | kiesett | kiesett  |
| Bernadette Van Roy                                       | 1500 m          | 4:16,27          | 8.               | 30.              |             |             |             | kiesett  | kiesett  | kiesett  | kiesett | kiesett  |
| Anne-Marie Pira                                          | 100 m gát       | nem állt rajthoz | nem állt rajthoz | nem állt rajthoz |             |             |             | kiesett  | kiesett  | kiesett  | kiesett | kiesett  |
| Lea Alaerts Regina Berg Anne-Marie Van Nuffel Rita Thijs | 4 × 400 m váltó | 3:32,87          | 6.               | 10.              |             |             |             |          |          |          | kiesett | kiesett  |

| Versenyző       | Versenyszám | Selejtező | Selejtező | Döntő    | Döntő    |
| Versenyző       | Versenyszám | Eredmény  | Helyezés  | Eredmény | Helyezés |
| --------------- | ----------- | --------- | --------- | -------- | -------- |
| Anne-Marie Pira | Magasugrás  | 180 cm    | 4.**      | 184 cm   | 17.      |

* - egy másik versenyzővel azonos időt ért el

** - nyolc másik versenyzővel azonos eredményt ért el

## Birkózás
Kötöttfogású
| Versenyző           | Versenyszám | 1. forduló                                        | 2. forduló                            | 3. forduló                                     | 4. forduló        | 5. forduló        | 6. forduló        | Döntő             | Helyezés    |
| Versenyző           | Versenyszám | Ellenfél Eredmény                                 | Ellenfél Eredmény                     | Ellenfél Eredmény                              | Ellenfél Eredmény | Ellenfél Eredmény | Ellenfél Eredmény | Ellenfél Eredmény | Helyezés    |
| ------------------- | ----------- | ------------------------------------------------- | ------------------------------------- | ---------------------------------------------- | ----------------- | ----------------- | ----------------- | ----------------- | ----------- |
| Julien Mewis        | 52 kg       | Pek Szunghjon (Baek Seung-hyeon) (KOR) · kizárták | Jamsrangiin Mönkh–Ochir (MGL) · 16-12 | Vitalij Konsztantyinyov (URS) · 4-22           | kiesett           | kiesett           |                   | kiesett           | helyezetlen |
| Jacques Van Lancker | 68 kg       | John McPhedran (CAN) · kétvállas                  | Andrzej Supron (POL) · kétvállas      | Kim Hemjong (Kim Hae-myeong) (KOR) · kétvállas | kiesett           | kiesett           | kiesett           | kiesett           | helyezetlen |

Szabadfogású
| Versenyző    | Versenyszám | 1. forduló        | 2. forduló                         | 3. forduló                      | 4. forduló        | 5. forduló        | Döntő             | Helyezés    |
| Versenyző    | Versenyszám | Ellenfél Eredmény | Ellenfél Eredmény                  | Ellenfél Eredmény               | Ellenfél Eredmény | Ellenfél Eredmény | Ellenfél Eredmény | Helyezés    |
| ------------ | ----------- | ----------------- | ---------------------------------- | ------------------------------- | ----------------- | ----------------- | ----------------- | ----------- |
| Julien Mewis | 52 kg       | erőnyerő          | Władysław Stecyk (POL) · kétvállas | Takada Júdzsi (JPN) · kétvállas | kiesett           | kiesett           | kiesett           | helyezetlen |

## Cselgáncs
| Versenyző           | Versenyszám  | Csoport | Selejtező               | 32-es főtábla            | Nyolcaddöntő      | Negyeddöntő       | Elődöntő          | Vigaszág negyeddöntő | Vigaszág elődöntő | Bronz- mérkőzés   | Döntő             | Helyezés |
| Versenyző           | Versenyszám  | Csoport | Ellenfél Eredmény       | Ellenfél Eredmény        | Ellenfél Eredmény | Ellenfél Eredmény | Ellenfél Eredmény | Ellenfél Eredmény    | Ellenfél Eredmény | Ellenfél Eredmény | Ellenfél Eredmény | Helyezés |
| ------------------- | ------------ | ------- | ----------------------- | ------------------------ | ----------------- | ----------------- | ----------------- | -------------------- | ----------------- | ----------------- | ----------------- | -------- |
| Daniel Guldemont    | Középsúly    | A       |                         | Adam Adamczyk (POL) · V  | kiesett           | kiesett           | kiesett           |                      |                   |                   |                   | 19.      |
| Robert Van de Walle | Félnehézsúly | B       | Goran Žuvela (YUG) · GY | Dietmar Lorenz (GDR) · V | kiesett           | kiesett           | kiesett           |                      |                   |                   |                   | 18.      |

## Evezés
Férfi
| Versenyző                                               | Versenyszám              | Előfutam | Előfutam | Vigaszág | Vigaszág | Elődöntő | Elődöntő | Döntő | Döntő   | Döntő | Helyezés |
| Versenyző                                               | Versenyszám              | Idő      | Hely.    | Idő      | Hely.    | Idő      | Hely.    | Típus | Idő     | Hely. | Helyezés |
| ------------------------------------------------------- | ------------------------ | -------- | -------- | -------- | -------- | -------- | -------- | ----- | ------- | ----- | -------- |
| Claude Dehombreux                                       | Egypárevezős             | 7:23,33  | 3.       | erőnyerő | erőnyerő | 7:14,76  | 5.       | B     | 8:15,35 | 6.    | 12.      |
| Patrick Willems Didier Vermeersch                       | Kétpárevezős             | 6:52,09  | 4.       | 6:39,48  | 3.       | 6:42,32  | 6.       | B     | 7:25,82 | 6.    | 12.      |
| Johan Ghoos Paul De Weert Jozef Jordaens Frank Dedecker | Kormányos nélküli négyes | 6:20,07  | 3.       | erőnyerő | erőnyerő | 6:18,33  | 6.       | B     | 6:47,51 | 4.    | 10.      |

## Gyeplabda
| Belga férfi gyeplabdacsapat-játékoskeret | Belga férfi gyeplabdacsapat-játékoskeret                                                                                            |
| --- | --- |
| - Bruno De Clynsen - Serge Dubois - Jean-François Gilles - Robert Maroye - Bernard Mauchien - Guy Miserque - Jean-Claude Moraux - Bernard Smeekens | - Frank Smissaert - Armand Solie - Jean Toussaint - Michel Van Tuyckom - Paul Urbain - Carl-Eric Vanderborght - Michel Vanderborght |

### Eredmények
Csoportkör
B csoport
| Csapat              | M | Gy | D | V | G+ | G– | Gk  | P |
| ------------------- | - | -- | - | - | -- | -- | --- | - |
| Pakisztán (PAK)     | 4 | 3  | 1 | 0 | 16 | 6  | +10 | 7 |
| Spanyolország (ESP) | 4 | 1  | 2 | 1 | 9  | 7  | +2  | 4 |
| Új-Zéland (NZL)     | 4 | 1  | 2 | 1 | 6  | 8  | –2  | 4 |
| NSZK (FRG)          | 4 | 1  | 1 | 2 | 10 | 10 | 0   | 3 |
| Belgium (BEL)       | 4 | 1  | 0 | 3 | 5  | 15 | –10 | 2 |

| 1976. július 18. | Pakisztán (PAK)          | 5 – 0   | Belgium (BEL) |  |
| 1976. július 18. | Rashid 3 Hussain 2 Zaman | (1 – 0) |               |  |

| 1976. július 21. | Új-Zéland (NZL)   | 2 – 1   | Belgium (BEL) |  |
| 1976. július 21. | Ineson B. Maister | (1 – 0) | Miserque      |  |

| 1976. július 23. | Spanyolország (ESP) | 2 – 3   | Belgium (BEL)   |  |
| 1976. július 23. | Amat J. Fábregas    | (1 – 1) | Dubois 2 Gilles |  |

| 1976. július 24. | NSZK (FRG)                                   | 6 – 1   | Belgium (BEL)   |  |
| 1976. július 24. | Peter Krause Kaessmann Vos Trump Lauruschkat | (3 – 1) | M. Vanderborght |  |

A 9–11. helyért
| 1976. július 28. | Belgium (BEL)                 | 3 – 2 (h. u.) | Argentína (ARG) |  |
| 1976. július 28. | Van Tuyckom 2 M. Vanderborght | (1 – 1)       | Ruiz Paolucci   |  |

A 9. helyért
| 1976. július 29. | Kanada (CAN) | 2 – 3 (h. u.) | Belgium (BEL)       |  |
| 1976. július 29. | Hoos Chohan  | (0 – 1)       | Dubois 2 De Clynsen |  |

| Csapat        | Helyezés |
| ------------- | -------- |
| Belgium (BEL) | 9.       |

## Íjászat
| Versenyző       | Versenyszám  | 1. forduló | 1. forduló | 2. forduló | 2. forduló | Összesítés | Összesítés |
| Versenyző       | Versenyszám  | Pont       | Hely.      | Pont       | Hely.      | Pont       | Helyezés   |
| --------------- | ------------ | ---------- | ---------- | ---------- | ---------- | ---------- | ---------- |
| Pierre Blacks   | Férfi egyéni | 1169       | 17.        | 1184       | 24.        | 2353       | 18.        |
| Robert Cogniaux | Férfi egyéni | 1132       | 27.        | 1214       | 14.        | 2346       | 23.        |

## Kajak-kenu
Férfi
| Versenyző                                            | Versenyszám         | Előfutam | Előfutam | Előfutam | Vigaszág | Vigaszág | Vigaszág | Elődöntő | Elődöntő | Elődöntő | Döntő   | Döntő    |
| Versenyző                                            | Versenyszám         | Idő      | Hely.    | Össz.    | Idő      | Hely.    | Össz.    | Idő      | Hely.    | Össz.    | Idő     | Helyezés |
| ---------------------------------------------------- | ------------------- | -------- | -------- | -------- | -------- | -------- | -------- | -------- | -------- | -------- | ------- | -------- |
| Gaëtan Frys                                          | Kajak egyes 500 m   | 1:59,29  | 4.       | 12.      | 1:53,35  | 2.       | 3.       | 1:57,30  | 4.       | 11.*     | kiesett | kiesett  |
| Theo Claessens                                       | Kajak egyes 1000 m  | 3:59,34  | 3.       | 10.      | erőnyerő | erőnyerő | erőnyerő | 3:56,39  | 6.       | 16.      | kiesett | kiesett  |
| Jean-Pierre Burny Paulus Hoekstra                    | Kajak kettes 500 m  | 1:42,32  | 1.       | 4.       | erőnyerő | erőnyerő | erőnyerő | 1:39,58  | 3.       | 5.       | 1:40,48 | 9.       |
| Jean-Pierre Burny Paulus Hoekstra                    | Kajak kettes 1000 m | 3:33,23  | 1.       | 4.       | erőnyerő | erőnyerő | erőnyerő | 3:26,74  | 1.       | 1.       | 3:33,86 | 6.       |
| Jacky Alders Jos Broeckx Paul Broeckx Paul Stinckens | Kajak négyes 1000 m | 3:14,68  | 4.       | 11.      | 3:09,71  | 2.       | 4.       | 3:18,34  | 4.       | 13.      | kiesett | kiesett  |

Női
| Versenyző                         | Versenyszám        | Előfutam | Előfutam | Előfutam | Vigaszág | Vigaszág | Vigaszág | Elődöntő | Elődöntő | Elődöntő | Döntő   | Döntő    |
| Versenyző                         | Versenyszám        | Idő      | Hely.    | Össz.    | Idő      | Hely.    | Össz.    | Idő      | Hely.    | Össz.    | Idő     | Helyezés |
| --------------------------------- | ------------------ | -------- | -------- | -------- | -------- | -------- | -------- | -------- | -------- | -------- | ------- | -------- |
| Brigitte Vernaillen               | Kajak egyes 500 m  | 2:21,21  | 6.       | 13.      | 2:15,72  | 5.       | 9.       | kiesett  | kiesett  | kiesett  | kiesett | kiesett  |
| Catherine Burelle Marleen Kuppens | Kajak kettes 500 m | 2:10,48  | 6.       | 13.      | 2:00,44  | 4.       | 5.       | kiesett  | kiesett  | kiesett  | kiesett | kiesett  |

* - egy másik versenyzővel azonos időt ért el

## Kerékpározás

### Országúti kerékpározás
Férfi
| Versenyző                                               | Versenyszám     | Idő             | Helyezés |
| ------------------------------------------------------- | --------------- | --------------- | -------- |
| Alfons De Wolf                                          | Mezőnyverseny   | 4:47:23 (+0:31) | 4.       |
| Dirk Heirwegh                                           | Mezőnyverseny   | 4:55:41 (+8:49) | 47.      |
| Frank Hoste                                             | Mezőnyverseny   | 4:49:01 (+2:09) | 36.      |
| Eddy Schepers                                           | Mezőnyverseny   | 4:55:41 (+8:49) | 48.      |
| Alfons De Wolf Dirk Heirwegh Frank Hoste Daniel Willems | Csapat időfutam | 2:16:08 (+7:15) | 13.      |

### Pálya-kerékpározás
Sprintverseny
| Versenyző      | Versenyszám  | 1. forduló                                             | 1. forduló | Vigaszág             | Vigaszág | Nyolcaddöntő                                       | Nyolcaddöntő | Vigaszág selejtező                                 | Vigaszág selejtező | Vigaszág döntő                | Vigaszág döntő | Negyeddöntő          | 5–8. helyért           | 5–8. helyért | Elődöntő             | Döntő                | Helyezés    |
| Versenyző      | Versenyszám  | Ellenfelek Győztes idő                                 | Hely.      | Ellenfél Győztes idő | Hely.    | Ellenfelek Győztes idő                             | Hely.        | Ellenfelek Győztes idő                             | Hely.              | Ellenfél Győztes idő          | Hely.          | Ellenfél Győztes idő | Ellenfelek Győztes idő | Hely.        | Ellenfél Győztes idő | Ellenfél Győztes idő | Helyezés    |
| -------------- | ------------ | ------------------------------------------------------ | ---------- | -------------------- | -------- | -------------------------------------------------- | ------------ | -------------------------------------------------- | ------------------ | ----------------------------- | -------------- | -------------------- | ---------------------- | ------------ | -------------------- | -------------------- | ----------- |
| Michel Vaarten | Férfi egyéni | Leigh Barczewski (USA) · Patrick Spencer (ANT) · 11,26 | 1.         |                      |          | Daniel Morelon (FRA) · Stanley Smith (BAR) · 11,29 | 2.           | Julio Echeverry (COL) · Dimo Angelov (BUL) · 12,61 | 1.                 | Serhiy Kravtsov (URS) · 11,39 | 2.             | kiesett              | kiesett                | kiesett      | kiesett              | kiesett              | helyezetlen |

Időfutam
| Versenyző      | Versenyszám  | Idő      | Helyezés |
| -------------- | ------------ | -------- | -------- |
| Michel Vaarten | Férfi egyéni | 1:07,516 |          |

Üldözőversenyek
| Versenyző           | Versenyszám  | Selejtező | Selejtező | Nyolcaddöntő                 | Nyolcaddöntő | Nyolcaddöntő | Negyeddöntő  | Negyeddöntő | Negyeddöntő | Elődöntő     | Elődöntő  | Elődöntő | Döntő        | Döntő     | Helyezés |
| Versenyző           | Versenyszám  | Idő       | Hely.     | Ellenfél Idő                 | Saját idő    | Hely.        | Ellenfél Idő | Saját idő   | Hely.       | Ellenfél Idő | Saját idő | Hely.    | Ellenfél Idő | Saját idő | Helyezés |
| ------------------- | ------------ | --------- | --------- | ---------------------------- | ------------ | ------------ | ------------ | ----------- | ----------- | ------------ | --------- | -------- | ------------ | --------- | -------- |
| Jean-Louis Baugnies | Férfi egyéni | 4:56,86   | 11.       | Garry Sutton (AUS) · 4:51,36 | 4:57,53      | 12.          | kiesett      | kiesett     | kiesett     | kiesett      | kiesett   | kiesett  | kiesett      | kiesett   | 12.      |

## Lovaglás
Díjugratás
| Versenyző                                                            | Ló                                       | Versenyszám | 1. forduló | 1. forduló | 2. forduló | 2. forduló | Összesen | Összesen |
| Versenyző                                                            | Ló                                       | Versenyszám | Pont       | Hely.      | Pont       | Hely.      | Pont     | Helyezés |
| -------------------------------------------------------------------- | ---------------------------------------- | ----------- | ---------- | ---------- | ---------- | ---------- | -------- | -------- |
| François Mathy                                                       | Gai Luron                                | Egyéni      | 8,00       | 10.        | 4,00       | 2.         | 12,00    |          |
| Stanny Van Paesschen                                                 | Porsche                                  | Egyéni      | 20,00      | 30.        | kiesett    | kiesett    | 20,00    | 30.*     |
| Eric Wauters                                                         | Gute Sitte                               | Egyéni      | 47,50      | 43.        | kiesett    | kiesett    | 47,50    | 43.      |
| Edgar Henri Cuepper François Mathy Stanny Van Paesschen Eric Wauters | Le Champion Gai Luron Porsche Gute Sitte | Csapat      | 32,00      | 6.         | 31,00      | 4.         | 63,00    |          |

* - öt másik versenyzővel azonos eredményt ért el

## Ökölvívás
| Versenyző  | Versenyszám | 32-es főtábla     | Nyolcaddöntő                     | Negyeddöntő               | Elődöntő          | Döntő             | Helyezés |
| Versenyző  | Versenyszám | Ellenfél Eredmény | Ellenfél Eredmény                | Ellenfél Eredmény         | Ellenfél Eredmény | Ellenfél Eredmény | Helyezés |
| ---------- | ----------- | ----------------- | -------------------------------- | ------------------------- | ----------------- | ----------------- | -------- |
| Rudy Gauwe | Nehézsúly   | erőnyerő          | Eric George (ISV) · visszalépett | Clarence Hill (BER) · 0-5 | kiesett           | kiesett           | 5.       |

## Sportlövészet
Nyílt
| Versenyző       | Versenyszám           | Pont | Helyezés |
| --------------- | --------------------- | ---- | -------- |
| Anne Goffin     | Szabadpisztoly        | 515  | 43.      |
| Odette Meuter   | Sportpuska, fekvő     | 590  | 20.      |
| Frans Lafortune | Sportpuska, fekvő     | 588  | 31.      |
| Frans Lafortune | Sportpuska, összetett | 1113 | 46.      |
| Jacques Colon   | Trap                  | 182  | 9.       |
| Chris Binet     | Skeet                 | 193  | 11.      |

## Súlyemelés
| Versenyző                 | Versenyszám | Szakítás | Szakítás | Lökés    | Lökés    | Összesen | Helyezés |
| Versenyző                 | Versenyszám | Eredmény | Helyezés | Eredmény | Helyezés | Összesen | Helyezés |
| ------------------------- | ----------- | -------- | -------- | -------- | -------- | -------- | -------- |
| Jean-Pierre Van Lerberghe | 90 kg       | 150,0    | 10.      | 177,5    | 12.      | 327,5    | 10.      |

## Torna
Női
| Versenyző            | Versenyszám      | Selejtező | Selejtező | Döntő    | Döntő    |
| Versenyző            | Versenyszám      | Pontszám  | Helyezés  | Pontszám | Helyezés |
| -------------------- | ---------------- | --------- | --------- | -------- | -------- |
| Joëlle De Keukeleire | Talaj            | 18,30     | 66.       | kiesett  | kiesett  |
| Joëlle De Keukeleire | Ugrás            | 18,30     | 66.       | kiesett  | kiesett  |
| Joëlle De Keukeleire | Felemás korlát   | 18,65     | 51.       | kiesett  | kiesett  |
| Joëlle De Keukeleire | Gerenda          | 17,95     | 53.       | kiesett  | kiesett  |
| Joëlle De Keukeleire | Egyéni összetett | 73,20     | 60.*      | 74,100   | 32.      |
| Monique Freres       | Talaj            | 17,90     | 81.       | kiesett  | kiesett  |
| Monique Freres       | Ugrás            | 18,15     | 75.       | kiesett  | kiesett  |
| Monique Freres       | Felemás korlát   | 17,95     | 80.       | kiesett  | kiesett  |
| Monique Freres       | Gerenda          | 17,45     | 71.       | kiesett  | kiesett  |
| Monique Freres       | Egyéni összetett | 71,45     | 79.**     | kiesett  | kiesett  |

* - egy másik versenyzővel azonos eredményt ért el

** - két másik versenyzővel azonos eredményt ért el

## Úszás
Férfi
| Versenyző             | Versenyszám    | Előfutam | Előfutam | Előfutam | Elődöntő | Elődöntő | Elődöntő | Döntő   | Döntő    |
| Versenyző             | Versenyszám    | Idő      | Hely.    | Össz.    | Idő      | Hely.    | Össz.    | Idő     | Helyezés |
| --------------------- | -------------- | -------- | -------- | -------- | -------- | -------- | -------- | ------- | -------- |
| Johan Van Steenberghe | 400 m gyors    | 4:08,28  | 5.       | 33.      |          |          |          | kiesett | kiesett  |
| Johan Van Steenberghe | 1500 m gyors   | 16:14,13 | 5.       | 24.      |          |          |          | kiesett | kiesett  |
| François Deley        | 100 m pillangó | kizárták | kizárták | kizárták | kiesett  | kiesett  | kiesett  | kiesett | kiesett  |
| François Deley        | 200 m pillangó | 2:12,99  | 7.       | 34.      |          |          |          | kiesett | kiesett  |
| François Deley        | 400 m vegyes   | 4:43,09  | 6.       | 23.      |          |          |          | kiesett | kiesett  |

Női
| Versenyző                                                    | Versenyszám            | Előfutam | Előfutam | Előfutam | Elődöntő | Elődöntő | Elődöntő | Döntő   | Döntő    |
| Versenyző                                                    | Versenyszám            | Idő      | Hely.    | Össz.    | Idő      | Hely.    | Össz.    | Idő     | Helyezés |
| ------------------------------------------------------------ | ---------------------- | -------- | -------- | -------- | -------- | -------- | -------- | ------- | -------- |
| Geert Boekhout                                               | 100 m gyors            | 1:00,76  | 5.       | 31.      | kiesett  | kiesett  | kiesett  | kiesett | kiesett  |
| Anne Richard                                                 | 100 m gyors            | 59,11    | 4.       | 19.      | kiesett  | kiesett  | kiesett  | kiesett | kiesett  |
| Anne Richard                                                 | 200 m gyors            | 2:07,90  | 3.       | 20.      |          |          |          | kiesett | kiesett  |
| Carine Verbauwen                                             | 400 m gyors            | 4:26,27  | 4.       | 17.      |          |          |          | kiesett | kiesett  |
| Carine Verbauwen                                             | 800 m gyors            | 8:57,31  | 5.       | 12.      |          |          |          | kiesett | kiesett  |
| Pierrette Michel                                             | 100 m hát              | 1:12,73  | 7.       | 32.      | kiesett  | kiesett  | kiesett  | kiesett | kiesett  |
| Pierrette Michel                                             | 400 m vegyes           | 5:15,86  | 6.       | 18.      |          |          |          | kiesett | kiesett  |
| Colette Crabbe                                               | 400 m vegyes           | 5:06,87  | 4.       | 12.      |          |          |          | kiesett | kiesett  |
| Colette Crabbe                                               | 200 m mell             | 2:47,16  | 7.       | 29.      |          |          |          | kiesett | kiesett  |
| Véronique Brisy                                              | 200 m mell             | 2:47,55  | 6.       | 30.      |          |          |          | kiesett | kiesett  |
| Véronique Brisy                                              | 100 m mell             | 1:19,56  | 5.       | 31.      | kiesett  | kiesett  | kiesett  | kiesett | kiesett  |
| Ilse Schoors                                                 | 100 m mell             | 1:18,63  | 6.       | 29.      | kiesett  | kiesett  | kiesett  | kiesett | kiesett  |
| Chantal Grimard                                              | 100 m pillangó         | 1:06,10  | 4.       | 26.      | kiesett  | kiesett  | kiesett  | kiesett | kiesett  |
| Chantal Grimard                                              | 200 m pillangó         | 2:26,04  | 6.       | 29.      |          |          |          | kiesett | kiesett  |
| Anne Richard Carine Verbauwen Chantal Grimard Geert Boekhout | 4 × 100 m gyorsváltó   | 4:00,35  | 6.       | 10.      |          |          |          | kiesett | kiesett  |
| Carine Verbauwen Ilse Schoors Chantal Grimard Anne Richard   | 4 × 100 m vegyes váltó | 4:30,78  | 5.       | 11.      |          |          |          | kiesett | kiesett  |

## Vitorlázás
Nyílt
| Versenyző                  | Versenyszám    | Futam  | Futam | Futam | Futam | Futam  | Futam | Futam | Pontszám | Helyezés |
| Versenyző                  | Versenyszám    | 1      | 2     | 3     | 4     | 5      | 6     | 7     | Pontszám | Helyezés |
| -------------------------- | -------------- | ------ | ----- | ----- | ----- | ------ | ----- | ----- | -------- | -------- |
| Jacques Rogge              | Finn dingi     | 20,0   | 19,0  | 31,0  | 23,0  | (37,0) | 18,0  | 27,0  | 138,0    | 22.      |
| Carl Winters Peter Winters | 470-es osztály | (25,0) | 23,0  | 25,0  | 19,0  | 19,0   | 21,0  | 21,0  | 128,0    | 19.      |

## Vívás
Férfi
| Versenyző        | Versenyszám       | Selejtező | Selejtező | Selejtező | Selejtező | Selejtező         | Selejtező | Főtábla           | Főtábla           | Vigaszág          | Vigaszág          | Vigaszág          | Döntő             | Döntő   | Helyezés |
| Versenyző        | Versenyszám       | 1. kör | 1. kör    | 2. kör | 2. kör    | 3. kör            | 3. kör    | 1. kör            | 2. kör            | 1. kör            | 2. kör            | 3. kör            | Döntő             | Döntő   | Helyezés |
| Versenyző        | Versenyszám       | Ellenfél Eredmény | Hely.     | Ellenfél Eredmény | Hely.     | Ellenfél Eredmény | Hely.     | Ellenfél Eredmény | Ellenfél Eredmény | Ellenfél Eredmény | Ellenfél Eredmény | Ellenfél Eredmény | Ellenfél Eredmény | Hely.   | Helyezés |
| ---------------- | ----------------- | --- | --------- | --- | --------- | ----------------- | --------- | ----------------- | ----------------- | ----------------- | ----------------- | ----------------- | ----------------- | ------- | -------- |
| Thierry Soumagne | Tőr, egyéni       | F. csoport · Somodi Lajos (HUN) · 1-5 · František Koukal (TCH) · 1-5 · Patrice Gaille (SUI) · 2-5 · Graham Paul (GBR) · 1-5 · Göran Malkar (SWE) · 5-0 | 5.        | kiesett | kiesett   | kiesett           | kiesett   | kiesett           | kiesett           | kiesett           | kiesett           | kiesett           | kiesett           | kiesett | 46.      |
| Thierry Soumagne | Párbajtőr, egyéni | C. csoport · Osztrics István (HUN) · 5-2 · Nicola Granieri (ITA) · 5-3 · Timothy Belson (GBR) · 5-2 · Alain Dansereau (CAN) · 2-5                      | 1.        | C. csoport · Alexander Pusch (FRG) · 1-5 · Nicolae Iorgu (ROU) · 2-5 · Osztrics István (HUN) · 3-5 · Nils Koppang (NOR) · 1-5 · Greg Benko (AUS) · 5-2 | 6.        | kiesett           | kiesett   | kiesett           | kiesett           | kiesett           | kiesett           | kiesett           | kiesett           | kiesett | 31.      |

Női
| Versenyző            | Versenyszám | Selejtező | Selejtező | Selejtező | Selejtező | Selejtező | Selejtező | Főtábla                           | Főtábla           | Vigaszág                         | Vigaszág                          | Vigaszág          | Döntő csoport     | Döntő csoport | Helyezés |
| Versenyző            | Versenyszám | 1. kör | 1. kör    | 2. kör | 2. kör    | 3. kör | 3. kör    | 1. kör                            | 2. kör            | 1. kör                           | 2. kör                            | 3. kör            | Döntő csoport     | Döntő csoport | Helyezés |
| Versenyző            | Versenyszám | Ellenfél Eredmény | Hely.     | Ellenfél Eredmény | Hely.     | Ellenfél Eredmény | Hely.     | Ellenfél Eredmény                 | Ellenfél Eredmény | Ellenfél Eredmény                | Ellenfél Eredmény                 | Ellenfél Eredmény | Ellenfél Eredmény | Hely.         | Helyezés |
| -------------------- | ----------- | --- | --------- | --- | --------- | --- | --------- | --------------------------------- | ----------------- | -------------------------------- | --------------------------------- | ----------------- | ----------------- | ------------- | -------- |
| Micheline Borghs     | Tőr, egyéni | I. csoport · Brigitte Latrille (FRA) · 3-5 · Susan Wrigglesworth (GBR) · 5-4 · Jhila Al-Masi (IRI) · 5-3 · Dinorah Enríquez (PUR) · 5-1 · Grażyna Staszak-Makowska (POL) · 3-5 | 3.        | F. csoport · Maria Consolata Collino (ITA) · 4-5 · Brigitte Latrille (FRA) · 2-5 · Clare Henley-Halsted (GBR) · 5-2 · Rejtő Ildikó (HUN) · 5-4 · Oka Hideko (JPN) · 5-0           | 3.        | D. csoport · Jelena Belova (URS) · 4-5 · Tordasi Ildikó (HUN) · 2-5 · Brigitte Gapais-Dumont (FRA) · 5-3 · Carola Mangiarotti (ITA) · 5-2 · Max Madsen (DEN) · 5-1               | 4.        | Cornelia Hanisch (FRG) · 3-8      |                   | Marie-Paule Van Eyck (BEL) · 5-8 | kiesett                           | kiesett           | kiesett           | kiesett       | 13.      |
| Claudine le Comte    | Tőr, egyéni | F. csoport · Margarita Rodríguez (CUB) · 2-5 · Max Madsen (DEN) · 3-5 · Tordasi Ildikó (HUN) · 5-1 · Susan Stewart (CAN) · 5-2                                                 | 3.        | E. csoport · Nili Drori (ISR) · 5-1 · Grażyna Staszak-Makowska (POL) · 2-5 · Susan Wrigglesworth (GBR) · 3-5 · Carola Mangiarotti (ITA) · 3-5 · Stahl Jencsik Katalin (ROU) · 2-5 | 5.        | kiesett | kiesett   | kiesett                           | kiesett           | kiesett                          | kiesett                           | kiesett           | kiesett           | kiesett       | 29.      |
| Marie-Paule Van Eyck | Tőr, egyéni | B. csoport · Kerstin Palm (SWE) · 4-5 · Olga Knyazeva (URS) · 1-5 · Katarína Lokšová-Ráczová (TCH) · 3-5 · Nancy Uranga (CUB) · 5-0                                            | 4.        | D. csoport · Tordasi Ildikó (HUN) · 3-5 · Kerstin Palm (SWE) · 3-5 · Valentyina Szidorova (URS) · 5-2 · Ana Derșidan-Ene-Pascu (ROU) · 5-3 · Margarita Rodríguez (CUB) · 1-5      | 4.        | B. csoport · Susan Wrigglesworth (GBR) · 5-4 · Helen Smith (AUS) · 5-1 · Barbara Wysoczańska (POL) · 5-2 · Cornelia Hanisch (FRG) · 3-5 · Claudette Herbster-Josland (FRA) · 2-5 | 2.        | Stahl Jencsik Katalin (ROU) · 5-8 |                   | Micheline Borghs (BEL) · 8-5     | Stahl Jencsik Katalin (ROU) · 2-8 | kiesett           | kiesett           | kiesett       | 9.       |